# Randall (Iowa)
Randall é uma cidade localizada no estado americano de Iowa, no Condado de Hamilton.

## Demografia
Segundo o censo americano de 2000, a sua população era de 148 habitantes.
Em 2006, foi estimada uma população de 148, um aumento de 0 (0.0%).

## Geografia
De acordo com o United States Census Bureau tem uma área de
1,2 km², dos quais 1,2 km² cobertos por terra e 0,0 km² cobertos por água.

## Localidades na vizinhança
O diagrama seguinte representa as localidades num raio de 16 km ao redor de Randall.